# Dalry (North Ayrshire)
Dalry (gael. Dail Fhraoich) – miasto w południowo-zachodniej Szkocji, w hrabstwie North Ayrshire (historycznie w Ayrshire), położone na zachodnim brzegu rzeki Garnock. W 2011 roku liczyło 5657 mieszkańców.
Miasto było w przeszłości ośrodkiem przemysłu włókienniczego, wydobycia węgla i żelaza oraz cegielnictwa. Od 1958 roku znajduje się tu zakład produkcji preparatów witaminowych, należący do koncernu DSM (wcześniej Hoffmann-La Roche). Do głównych wytwarzanym w nim produktów należy kwas askorbinowy (witamina C). Według producenta  jest to jedyny zakład wytwarzający tę substancję w świecie zachodnim.
W Dalry urodzili się konstruktor lokomotyw Andrew Barclay (1814–1900), amerykański kongresmen Daniel Kerr (1836–1916), biznesmen i współfundator Ford Motor Company Alexander Malcomson (1865–1923) oraz malarz George Houston (1869–1947).